# STS-101
STS-101 e деветдесет и осмата мисия на НАСА по програмата Спейс шатъл и трети полет на космическа совалка към необитаемата Международната космическа станция (МКС). Това е двадесет и първи полет на совалката Атлантис и първи полет след плановата и капитална модернизация, започнала през 1997 г.

## Екипаж
| Пост                    | Астронавт                                |
| ----------------------- | ---------------------------------------- |
| Командир                | Джеймс Халсъл пети космически полет      |
| Пилот                   | Скот Хоровиц трети космически полет      |
| Специалист на мисията 1 | Мери Уебър втори космически полет        |
| Специалист на мисията 2 | Джефри Уилямс първи космически полет     |
| Специалист на мисията 3 | Джеймс Вос четвърти космически полет     |
| Специалист на мисията 4 | Сюзан Хелмс четвърти космически полет    |
| Специалист на мисията 5 | Юрий Усачев (РКА) трети космически полет |

## Полетът
Основните задачи на мисията са подмяна на 2 от 6-те акумулаторни батерии на модула Заря, монтаж на оборудване за презареждане на батерии, датчици за задимяване, газанализатори и система за свръзка. По време на излизането в открития космос, астронавтите е трябвало да преместят крана "Стрела» от модула „Заря“ и временно да го установят на модула „Юнити“, тъй като съществувала опасност, че кранът може да пречи при скачването на модула „Звезда“ с модула „Заря“.
Няколко часа след самото скачване започва и самото излизане в открития космос. Астронавтите успешно преместват крана, подменят дефектна съобщителна антена и монтират 8 държателя на външната повърхност за бъдещи операции в открития космос. Излизането е с продължителност 6 часа и 44 минути.
На борда на станцията са прехвърлени повече от 1000 кг полезен товар. Той включва дрехи, торби за боклук, 4 напълнени резервоара за вода, една IMAX-филмова камера, велоергометър, инструменти и книги.
По време на съвместния полет след 3 корекции орбитата на станцията е „повдигната“ с повече от 40 км. Това означава, че станцията е в идеална позиция за скачване с обслужващия модул „Звезда“, изстрелян в средата на юли.

## Параметри на мисията
- Маса на совалката при приземяването: 114 185 кг
- Маса на полезния товар:8375 кг
- Перигей: 354 км
- Апогей: 381 км
- Инклинация: 51,6°
- Орбитален период: 91.9 мин

Скачване с „МКС“
- Скачване: 20 май 2000, 04:30:45 UTC
- Разделяне: 26 май 2000, 23:03:00 UTC
- Време в скачено състояние: 5 денонощия, 18 часа, 32 минути, 15 секунди.

### Космически разходки
| № | Участници                  | Начало                | Край                  | Продължителност  |
| - | -------------------------- | --------------------- | --------------------- | ---------------- |
| 1 | Джеймс Вос и Джефри Уилямс | 22 май 2000 01:48 UTC | 22 май 2000 08:32 UTC | 6 часа 44 минути |

Това е петото излизане в открития космос от МКС и пето излизане по американската програма, свързана с МКС. Това е второ излизане за Джеймс Вос и първо за Джефри Уилямс.

## Галерия
- Стартът на совалката
- Астронавтът Джефри Уилямс в открития космос
- Краят на мисията